# 3121 (Prince-album)
A 3121 Prince harmincegyedik stúdióalbuma, amelyet 2006. március 21-én adott ki az NPG Records.
A sikeres Musicology album után Prince ismételten jó teljesítménnyel tért vissza. A 3121 az első Prince-album, amely első helyen debütált a Billboard 200-on és 180 ezer példányt adtak el belőle, a High School Musical filmzenéjének albumát letaszítva az első helyről. Az első Prince-album, amely a Billboard 200 élére jutott az 1989-es Batman óta. Arany minősítést kapott az Amerikai Hanglemezgyártók Szövetségétől (RIAA).

## Háttér
Az album első kislemeze, a "Te Amo Corazón" 2005. december 13-án, a második, a "Black Sweat" 2006. február 2-án jelent meg.
Az album címe Prince Los Angeles-i otthonára utal, amely a 3121 Antelo Road címen volt található.
2004 novemberében kezdődtek meg az album felvételei a "3121" dallal a Paisley Park Studios-ban.
Valószínűleg a Charlie és a csokigyár novella által inspirálva, Prince néhány "lila jegyet" adott az album mellé. A győzteseket több kontinensről utaztatták el Kaliforniába, hogy részt vegyenek egy privát koncerten Prince Los Angeles-i otthonában.

## Számlista
Az összes dal szerzője Prince. 
|     | Cím                                     | Hossz |
| --- | --------------------------------------- | ----- |
| 1.  | 3121                                    | 4:31  |
| 2.  | Lolita                                  | 4:06  |
| 3.  | Te Amo Corazón                          | 3:35  |
| 4.  | Black Sweat                             | 3:12  |
| 5.  | Incense and Candles                     | 4:04  |
| 6.  | Love                                    | 5:45  |
| 7.  | Satisfied                               | 2:50  |
| 8.  | Fury                                    | 4:02  |
| 9.  | The Word                                | 4:11  |
| 10. | Beautiful, Loved and Blessed (Támarral) | 5:43  |
| 11. | The Dance                               | 5:20  |
| 12. | Get On the Boat                         | 6:18  |

## Közreműködők
- Michael Bland ("3121"), Cora Coleman Dunham ("Te Amo Corazón", "Get On the Boat") – dobok
- Sonny T ("3121"), Joshua Dunham ("Te Amo Corazón", "Get On the Boat") – basszusgitár
- Maceo Parker, Candy Dulfer, Greg Boyer és Ray – kürt
- Herbert Urena, Ricky Salas ("Te Amo Corazón"), Sheila E. ("Get On the Boat") – ütőhangszerek
- Clare Fischer – vonós hangszerelés
- The New Power Generation, Támar ("Beautiful, Loved and Blessed") – ének, háttérének
- Prince – minden további hangszer és ének

Utómunkálatok
- Producer: Prince
- Fényképész: Afshin Shahidi
- Designer: Sam Jennings
- Felvételek: Paisley Park Studios és 3121 Antelo Rd., Los Angeles
- Hangmérnök: Ian Boxill, L. Stu Young
- Asszisztens: Lisa Chamblee Hampton
- Masterelés: Bernie Grundman Mastering

## Slágerlisták
| Slágerlista (2006)                     | Legmagasabb pozíció |
| -------------------------------------- | ------------------- |
| Ausztrál Albumok (ARIA)                | 18                  |
| Osztrák Albumok (Ö3 Austria)           | 15                  |
| Belga Albumok (Ultratop Flanders)      | 3                   |
| Belga Albumok (Ultratop Wallonia)      | 15                  |
| Dán Albumok (Hitlisten)                | 2                   |
| Holland Albumok (Album Top 100)        | 3                   |
| Finn Albumok (Suomen virallinen lista) | 24                  |
| Francia Albumok (SNEP)                 | 8                   |
| Német Albumok (Offizielle Top 100)     | 4                   |
| Olasz Albumok (FIMI)                   | 10                  |
| Norvég Albumok (VG-lista)              | 5                   |
| Lengyel Albumok (ZPAV)                 | 13                  |
| Spanyol Albumok (PROMUSICAE)           | 40                  |
| Svéd Albumok (Sverigetopplistan)       | 18                  |
| Svájci Albumok (Schweizer Hitparade)   | 1                   |
| UK Albums (OCC)                        | 9                   |
| US Billboard 200                       | 1                   |
| US Top R&B/Hip-Hop Albums (Billboard)  | 1                   |

| Slágerlista (2006)                    | Pozíció |
| ------------------------------------- | ------- |
| Belga Albumok (Ultratop Flanders)     | 75      |
| Holland Albumok (Album Top 100)       | 53      |
| Francia Albumok (SNEP)                | 193     |
| Német Albumok (Offizielle Top 100)    | 97      |
| Svájci Albumok (Schweizer Hitparade)  | 60      |
| US Billboard 200                      | 134     |
| US Top R&B/Hip-Hop Albums (Billboard) | 46      |

## Minősítések
| Régió                    | Minősítések | Példányszám |
| ------------------------ | ----------- | ----------- |
| Svájc (IFPI Switzerland) | Gold        | 15,000      |
| Egyesült Királyság (BPI) | Silver      | 60,000      |
| Egyesült Államok (RIAA)  | Gold        | 500,000     |